# Челекенський завод технічного вуглецю
Челекенський завод технічного вуглецю (Челекенський сажевий завод) – колишнє підприємство хімічної промисловості Туркменістану.
Завод спорудили на основі ресурсу попутного нафтового газу, який отримували під час розробки родовищ прикаспійського регіону Туркменістану. Він став до ладу в 1964-му та первісно використовував газ із розташованого поряд родовища Челекен. З 1965-го також почалось надходження ресурсу більш східних родовищ, для чого ввели в дію газопровід Готурдепе – Челекен. При роботі на повній потужності завод споживав 0,5 млрд м3 газа на рік. 
Підприємство використовувало канальний процес виробництва сажі та мало дві лінії (друга стала до ладу у 1974-му) річною потужністю 9,4 тисячі тон та 10 тисяч тон.
В 1998-му виробництво сажі приєднали до Челекенського хімічного заводу, що спеціалізується на випуску йоду. В 2018-му тут було випущено 2 тисячі тон технічного вуглецю.